# فرمول د مواور

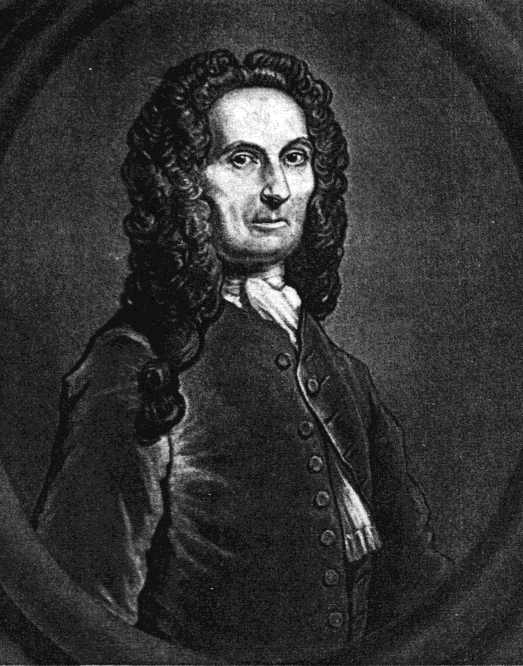
ابراهام دو مواور

فرمول د مواور که با نام اتحاد د مواور و قضیهٔ د مواور نیز شناخته می‌شود، رابطه‌ای ریاضی است که به افتخار ابراهام دو مواور نامگذاری شده‌است و بیان می‌دارد که برای هر عدد حقیقی x و عدد صحیح n رابطهٔ زیر برقرار است:
{\displaystyle {\big (}\cos(x)+i\sin(x){\big )}^{n}=\cos(nx)+i\sin(nx),}
که در آن i یکه موهومی (i2 = −1) است. با این وجود که رابطه به نام دو مواور نامگذاری شده‌است، در کارهای او اثری از آن دیده نمی‌شود.
اهمیت این رابطه، ایجاد ارتباط میان اعداد مختلط و مثلثات است. می‌توان با بسط طرف چپ رابطه و مقایسهٔ بخش‌های حقیقی و موهومی با فرض حقیقی بودن x، عبارت‌های کاربردی برای cos(nx) و sin(nx) برحسب cos(x) و sin(x) استخراج کرد.
این فرمول برای توان‌های غیر صحیح برقرار نیست؛ ولی تعمیم‌هایی از آن برای نماهای دیگر وجود دارد. می‌توان از این تعمیم‌ها در به دست آوردن پاسخ صریح برای ریشه واحد مرتبه n (ریشه‌های معادلهٔ zn = 1) استفاده کرد.

## استخراج از فرمول اویلر
می‌توان فرمول دو مواور را به سادگی از فرمول اویلر استخراج کرد:
{\displaystyle e^{ix}=\cos x+i\sin x}
و طبق تعریف قانون نما برای توان‌های صحیح:
{\displaystyle \left(e^{ix}\right)^{n}=e^{inx}.}
اکنون بر پایهٔ فرمول اویلر داریم:
{\displaystyle e^{inx}=\cos nx+i\sin nx.}

## اثبات با استقراء (برای عدد صحیحn)
با استفاده از استقرای ریاضی برای اعداد صحیح می‌توان درستی فرمول دو مواور را نشان داد و آن را به همهٔ اعداد صحیح بسط داد. برای عدد صحیح n عبارت S(n) را به صورت زیر تعریف می‌کنیم:
{\displaystyle (\cos x+i\sin x)^{n}=\cos nx+i\sin nx.}
برای n بزرگتر از صفر بر پایهٔ استقرای ریاضی پیش می‌رویم. درستی  S(1) بدیهی است. اکنون فرض می‌کنیم برای عدد صحیح k عبارت S(k) درست است. به سخن دیگر:
{\displaystyle \left(\cos x+i\sin x\right)^{k}=\cos kx+i\sin kx.}
سپس درستی S(k + 1) را بررسی می‌کنیم.
{\displaystyle {\begin{alignedat}{2}\left(\cos x+i\sin x\right)^{k+1}&=\left(\cos x+i\sin x\right)^{k}\left(\cos x+i\sin x\right)\\&=\left(\cos kx+i\sin kx\right)\left(\cos x+i\sin x\right)&&\qquad {\text{فرض استقراء}}\\&=\cos(kx)\cos x-\sin(kx)\sin x+i\left(\cos(kx)\sin x+\sin(kx)\cos x\right)\\&=\cos((k+1)x)+i\sin((k+1)x)&&\qquad {\text{بر پایه اتحادهای مثلثاتی}}\end{alignedat}}}
فهرست اتحادهای مثلثاتی را ببینید.
بر پایهٔ اصل استقراء، درست بودن S(k + 1) برحسب S(k) نشان می‌دهد که رابطه برای همه اعداد طبیعی درست است. درست بودن S(0) نیز بدیهی است، زیرا cos(0x) + i sin(0x) = 1 + 0i = 1. در نهایت، برای اعداد صحیح منفی نمای n- را برای عدد طبیعی n در نظر می‌گیریم:
{\displaystyle {\begin{aligned}\left(\cos x+i\sin x\right)^{-n}&={\big (}\left(\cos x+i\sin x\right)^{n}{\big )}^{-1}\\&=\left(\cos nx+i\sin nx\right)^{-1}\\&=\cos(-nx)+i\sin(-nx).\qquad (*)\\\end{aligned}}}
معادلهٔ (*) نتیجهٔ اتحاد زیر است:
{\displaystyle z^{-1}={\frac {\bar {z}}{|z|^{2}}},}
که در آن z = cos (nx) + i sin (nx)؛ بنابراین S(n) برای همهٔ اعداد صحیح درست است.

## رابطهٔ جداگانه برای کسینوس و سینوس
در برابری اعداد مختلط، باید اجزای حقیقی و موهومی جداگانه با هم برابر باشند. اگر x (و نیز کسینوس و سینوس آن) عدد حقیقی باشد، می‌توان اتحاد این اجزاء را با استفاده از ضرایب دوجمله‌ای نوشت. فرانسوا ویت (ریاضیدان فرانسوی سدهٔ شانزدهم) این رابطه را ارائه داد:
{\displaystyle {\begin{aligned}\sin(nx)&=\sum _{k=0}^{n}{\binom {n}{k}}(\cos x)^{k}\,(\sin x)^{n-k}\,\sin {\frac {(n-k)\pi }{2}}\\\cos(nx)&=\sum _{k=0}^{n}{\binom {n}{k}}(\cos x)^{k}\,(\sin x)^{n-k}\,\cos {\frac {(n-k)\pi }{2}}.\end{aligned}}}
در هر یک از دو معادلهٔ بالا تابع مثلثاتی آخر برابر یک یا منفی یک یا صفر است؛ بنابراین نصف ورودی‌های هر جمع حذف می‌شود. در واقع از آن جایی که دو طرف رابطه، روی صفحهٔ مختلط تابع کامل (تابع تحلیلی مختلط روی تمام صفحهٔ مختلط) هستند، این معادلات برای اعداد مختلط نیز درست هستند و اگر در محور حقیقی با هم منطبق باشند، در همه‌جا منطبق هستند.
طرف راست رابطه برای cos nx همان چندجمله‌ای چبیشف در نقطه cos x (یعنی Tn(cos x)) است.